# Distretto di Na Mom
Il distretto di Na Mom (in thailandese: นาหม่อม) è un distretto (amphoe) della Thailandia, situato nella provincia di Songkhla.